# داميان ألبل
داميان غونزالو ألبل (بالإسبانية: Damián Gonzalo Albil) (ولد في 9 فبراير 1979 في لوماس دي ثامورا، الأرجنتين) وهو لاعب كرة قدم أرجنتيني يلعب كحارس مرمى حاليا لنادي إنديبندينتي في دوري الدرجة الأولى الأرجنتيني.
في 2010، بعد قضائه 6 سنوات مع نادي إستوديانتيس دي لا بلاتا، أعار نادي سان لورينزو الحارس الأرجنتيني لمدة سنة.

## وصلات خارجية
- داميان ألبل على موقع الاتحاد الدولي (مؤرشف)  (الإنجليزية)
- داميان ألبل على موقع إي إس بي إن إف سي (الإنجليزية)
- داميان ألبل على موقع قاعدة بيانات كرة القدم.إي يو (الإنجليزية)
- داميان ألبل على موقع Soccerway.com (الإنجليزية)

- Argentine Primera statistics at Fútbol XXI (بالإسبانية)
- ESPN statistics نسخة محفوظة 25 ديسمبر 2009 على موقع واي باك مشين.
- Damián Albil at Soccerway